# Zdzisław Patalita
Zdzisław Patalita (ur. 10 lutego 1973) – polski pięściarz, medalista mistrzostw kraju, trener bokserski, policjant.
W maju 1990 roku w Zamościu zdobył brązowy medal mistrzostw Polski juniorów w kategorii 51 kg, przegrywając półfinałową walkę z Piotrem Chitrowem. Rok później w Toruniu został wicemistrzem w kategorii 54 kg – w 1/2 finału zwyciężył Marcina Walasa, natomiast w decydującym o złotym medalu pojedynku został pokonany przez Chitrowa. W grudniu 1992 w Zamościu wywalczył swój pierwszy medal seniorskich mistrzostw kraju. W kategorii 60 kg odpadł w półfinale po przegranej walce z Grzegorzem Jabłońskim.
W listopadzie 1995 w Płońsku został wicemistrzem Polski w kategorii 67 kg. W pierwszej walce wygrał z Krzysztofem Marciniakiem, następnie pokonał Pawła Fiedorka. W półfinale zwyciężył walkowerem Piotra Dreasa, natomiast w decydującym o złotym medalu pojedynku przegrał z Tomaszem Zaborowskim. Trzy i pół roku później w Ostrowcu Św. zdobył swój ostatni medal krajowego czempionatu. Wywalczył brąz, przegrywając w półfinale z Mariuszem Cendrowskim.
Był wychowankiem i zawodnikiem Błękitnych Kielce. Reprezentował również barwy KSZO Ostrowiec Św. i Polonii Świdnica. Będąc pięściarzem tych dwóch ostatnich klubów zdobywał medale seniorskich mistrzostw Polski. Po zakończeniu kariery sportowej nie rozstał się z boksem. W 2007 roku został trenerem nowo powstałego klubu Ring Busko-Zdrój. W 2011 zajął drugie miejsce w plebiscycie sportowym Echa Dnia na najpopularniejszego trenera powiatu buskiego.